# سر آلفردو گارسیا را برایم بیاور
سر آلفردو گارسیا را برایم بیاور (انگلیسی: Bring Me the Head of Alfredo Garcia) یک فیلم کالت اکشن به کارگردانی سم پکینپا محصول سال ۱۹۷۴ است.
فیلم هنگام اکران با اقبال اندک تماشاگران و منتقدان روبرو شد اما در گذر زمان هواداران ویژه‌ای یافت.

## داستان
ترزا، دختر نوجوانی که به صورت نامشروع باردار شده، فرزند یک لرد مافیای مکزیک معروف به "ال خفه" (به اسپانیایی به معنای "رئیس")، نزد پدرش احضار شده و درباره هویت پدر فرزندش مورد بازجویی قرار می گیرد. او فاش می کند که پدر کودک آلفردو گارسیا است، کسی که ال خفه او را به عنوان جانشین خود پرورش می داد. ال خفه خشمگین شده و یک میلیون دلار جایزه برای کسی که "سر آلفردو گارسیا را برایش بیاورد" تعیین می کند.
جستجو دو ماه ادامه می یابد. در مکزیکوسیتی، دو آدمکش حرفه ای به نام های ساپنسلی و کوئیل وارد یک سالون می شوند و با بنی، یک افسر بازنشسته ارتش آمریکا که با نواختن پیانو و مدیریت بار امرار معاش می کند، ملاقات می کنند. آنها درباره گارسیا سؤال می کنند. بنی وانمود می کند که او را نمی شناسد.
در واقع همه در بار گارسیا را می شناسند، اما کسی از محل او خبر ندارد. بنی به ملاقات معشوقه اش الیتا، خدمتکار یک هتل ارزان قیمت می رود. الیتا اعتراف می کند که با گارسیا رابطه داشته، کسی که عشقش را به او ابراز کرده بود - چیزی که بنی هرگز انجام نداده بود. الیتا به او می گوید گارسیا هفته قبل در یک تصادف رانندگی در حالت مستی کشته شده است.
بنی نزد ساپنسلی و کوئیل می رود و پیشنهاد می دهد در ازای ۱۰ هزار دلار و ۲۰۰ دلار پیش پرداخت، سر گارسیا را تحویل دهد. او الیتا را متقاعد می کند تا برای دیدن قبر گارسیا با او به سفر بروند و ادعا می کند فقط می خواهد مطمئن شود گارسیا واقعاً مرده است.
در راه، دو موتورسوار به آنها حمله می کنند. یکی از موتورسوارها الیتا را می رباید و به او تجاوز می کند(الیتا ابتدا کمی مقاومت میکند ولی در ادامه ناراضی به نظر نمی‌رسد)، اما بنی هر دو را می کشد. بنی نقشه خود را برای بریدن سر جسد گارسیا فاش می کند. الیتا که حالش به هم خورده، التماس می کند از این ماجرا دست بکشند، اما بنی قبول نمی کند.
آنها به شهر محل دفن گارسیا می رسند. وقتی بنی تابوت را باز می کند، از پشت مورد حمله قرار گرفته و بیهوش می شود. وقتی به هوش می آید، می بیند نیمه در گور دفن شده و الیتا کشته شده است. سر گارسیا هم بریده شده است.
بنی با تعقیب مهاجمان، سر گارسیا را پس می گیرد. او در راه بازگشت، مدام با سر گارسیا صحبت می کند، ابتدا او را به خاطر مرگ الیتا سرزنش می کند، سپس اعتراف می کند هر دو به یک اندازه الیتا را دوست داشتند.
بنی توسط خانواده گارسیا مورد حمله قرار می گیرد، اما ساپنسلی و کوئیل وارد شده و بیشتر آنها را می کشند. بنی سپس این دو آدمکش را نیز از پای درمی آورد.
بنی با سر گارسیا به مکزیکوسیتی بازمی گردد. او سر را به ماکس تحویل می دهد، اما دیگر به پول علاقه ای ندارد. بنی در یک درگیری مسلحانه ماکس و مردانش را می کشد و آدرس ال خفه را پیدا می کند.
بنی به خانه ال خفه می رود و جایزه یک میلیون دلاری را می گیرد. وقتی ال خفه می گوید سر گارسیا را برای خوک ها بیندازد، بنی خشمگین شده و تمام محافظان را می کشد. ترزا وارد شده و از بنی می خواهد پدرش را بکشد. بنی این کار را انجام داده و با ترزا و سر گارسیا از خانه خارج می شود.
در آخرین صحنه، بنی از ترزا خداحافظی کرده و می گوید: "از پسرت مراقبت کن، و من از پدرش مراقبت خواهم کرد." اما وقتی بنی می خواهد برود، مردان ال خفه او را با رگبار مسلسل به قتل می رسانند.

## بازیگران
- وارن اوتس
- رابرت وبر
- گیگ یانگ
- هلموت دانتینه
- کریس کریستوفرسون
- امیلیو فرناندز

## واکنش‌ها و نقدها
در زمان اکران در سال ۱۹۷۴، فیلم «برای من سر آلفردو گارسیا را بیاور» با واکنش تند بسیاری از منتقدان مواجه شد و در گیشه نیز شکست خورد. نورا سیر از نیویورک تایمز نوشت که فیلم در ابتدا خوب شروع می‌شود اما «به سرعت از هم می‌پاشد» و توضیح داد: «بدون گارسیا به عنوان قربانی، داستان تقریباً جایی برای رفتن ندارد. بنابراین، صحنه‌های تصادفی و بی‌ربط به narrative پرتاب می‌شوند، از جمله یکی از مسخره‌ترین صحنه‌های تجاوز نزدیکی که تا به حال دیده‌ام... اما حتی این زباله‌های بی‌ربط هم نمی‌توانند از کشدار شدن فیلم جلوگیری کنند.»  
آرتور دی. مورفی فیلم را به عنوان «ملودرامی متورم در بدترین حالتش» توصیف کرد و افزود: «با وجود کشتارهای گسترده، این نشانه تأثیر صفر فیلم است که این خونریزی‌ها حتی واکنش عاطفی چندانی برنمی‌انگیزد.» چارلز چمپلین از لس‌آنجلس تایمز گفت: «با وجود تمام خشونت‌ها، فیلم دو ساعت بسیار بسیار طولانی است. اجسادی که از فاصله نزدیک مورد اصابت قرار می‌گیرند به آرامی روی زمین می‌افتند، اما حتی وقتی این اتفاق نمی‌افتد هم فیلم کند پیش می‌رود.»  
مایکل سراگو از مجله نیویورک این فیلم را «یک فاجعه به این عظمت» خواند و اضافه کرد: «کسانی که زمانی پکینپا را هم‌تراز همینگوی می‌دانستند، حالا ممکن است او را با میکی اسپیلین مقایسه کنند.» جان سایمون نیز این فیلم را «یک کابوس مضحک تمام‌عیار» نامید، اما اجرای ایسلا وگا و نحوه معرفی شخصیت اصلی را تحسین کرد.  
برخلاف این نقدهای تند، راجر ایبرت از شیکاگو سان-تایمز به فیلم نمره کامل چهار ستاره داد و آن را «نوعی شاهکار عجیب و غریب» خواند و نتیجه گرفت: «"برای من سر آلفردو گارسیا را بیاور" سام پکینپا در اوج فیلمسازی است، شخصیتی مستأصل را به ما نشان می‌دهد که به وضوح دوستش دارد و از ما می‌خواهد تا از میان وحشت و خونریزی، شعری غمگین را که او درباره وضعیت انسان می‌سراید، ببینیم.»  
جین سیسکل از شیکاگو تریبیون نیز به فیلم سه ستاره از چهار داد و نوشت: اگرچه فیلم‌های پکینپا به خاطر خشونتشان شناخته می‌شوند، «آنچه او واقعاً در آن مهارت دارد - و چه چیزی فیلم "بالاد کابل هوگ" را به بهترین اثرش تبدیل می‌کند - به تصویر کشیدن حال و هوایی شاعرانه میان تبعیدی‌های جامعه است. در "کابل هوگ" یک فاحشه و یک معدنچی با هم ارتباط برقرار می‌کنند، و جفت شدن بنی و الیتا در "آلفردو گارسیا" به همان اندازه تأثیرگذار است. پکینپا در نشان دادن مکزیک امروزی به عنوان مکانی پر از تضادهای شدید نیز موفق عمل کرده است؛ بارهای کثیف و فرودگاه‌های مدرن، دهقانان ژنده‌پوش و اتوبوس‌های توریستی لوکس.»
گری آرنولد از واشنگتن پست اعلام کرد: «بهتر یا بدتر، هیچ فیلمساز دیگری روی زمین نمی‌توانست این تصویر عجیب، وسواسی، منحصر به فرد در عین نقص‌های منحصر به فرد و جذاب را خلق کند.» تام میلن از ماهنامه بولتن فیلم نیز نوشت: «اشارات به وحشت گوتیک و لطافت رمانتیکی که به طور پراکنده در آثار قبلی پکینپا دیده می‌شد، در اینجا به اتحادی فوق‌العاده می‌رسند.»  
این فیلم در کتاب «پنجاه بدترین فیلم تمام دوران» (۱۹۷۸) نیز قرار گرفت.  
با وجود استقبال سرد اولیه، این فیلم به مرور زمان مخاطبان جدیدی پیدا کرد و در حال حاضر با امتیاز ۷۸٪ در راتن تومیتوز (بر اساس ۳۲ نقد) و میانگین وزنی ۷.۳/۱۰، به عنوان «یک اثر غیرمعمول اما کاملاً سرگرم‌کننده در فیلم‌شناسی پالپ گونه سام پکینپا» توصیف شده است.

## میراث و اشارات به فیلم

### فیلم‌ها
در فیلم کمدی فلچ (۱۹۸۵)، چوی چیس (پس از بیهوش شدن در اتاق عمل) از پرستار می‌پرسد: "آلبوم سفید بیتلز را دارید؟ بی‌خیال، فقط یک فنجان داغ برایم بیاورید. و در همین حین سر آلفردو گارسیا را هم برایم بیاور." 
در نمایش استندآپ کمدی دنیس لری در سال ۱۹۹۳ با عنوان No Cure for Cancer، او جمله‌ای می‌گوید: "این ۱۰ دلار را بگیر و سر بری مانیلو را برایم بیاور."  
در فیلم Demolition Man (۱۹۹۳)، افسر پلیسی که بنجامین برت نقشش را بازی می‌کند، آلفردو گارسیا نام دارد که اشاره‌ای به این فیلم است.  
ادبیات  
در مجموعه رمان‌های Sandman Slim اثر ریچارد کادری، شخصیت اصلی به یک سر قطع‌شده اما زنده لقب "آلفردو گارسیا" می‌دهد و در طول مجموعه به این شخصیت اشاره‌های متعددی می‌کند.  

### موسیقی
گروه انگلیسی Hawkwind در سال ۱۹۸۵ یک آلبوم زنده با عنوان Bring Me the Head of Yuri Gagarin منتشر کرد که هم به این فیلم و هم به فضانورد مشهور شوروی اشاره دارد.  

### تلویزیون
در قسمت ۱۱۵ سریال گیلمور گرلز (۲۰۰۵)، روری می‌گوید: "تو این کار را کردی. تو سر آلفردو گارسیا را برایم آوردی."  
در قسمت ۷۸ سریال هاوس (۲۰۰۷)، هاوس در یک مسابقه می‌گوید: "شورت لیزا کادی را برایم بیاورید." 
در قسمت ۴۲ سریال Kaijudo (۲۰۱۳) با عنوان "Bring Me the Head of Tatsurion the Unchained"، عنوان فیلم مورد اشاره قرار گرفته است.  

### سایر موارد
در پاسخ ایمیل دورکاری، رایان رینولدز پس از فروش Aviation American Gin، از "سر آلفردو گارسیا" عذرخواهی کرد.